# Observatório de Pulkovo
O Observatório Astronômico de Pulkovo (Пу́лковская Астрономи́ческая обсервато́рия em russo), é o principal observatório da Academia Russa das Ciências, localizada 19 km ao sul de São Petersburgo nas Colinas de Pulkovo (75 m acima do nível do mar). É Patrimônio Mundial.

## Primeiros anos

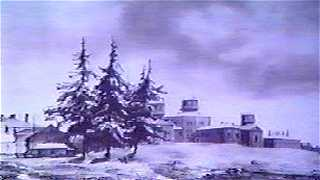
Observatório Pulkovo em 1839

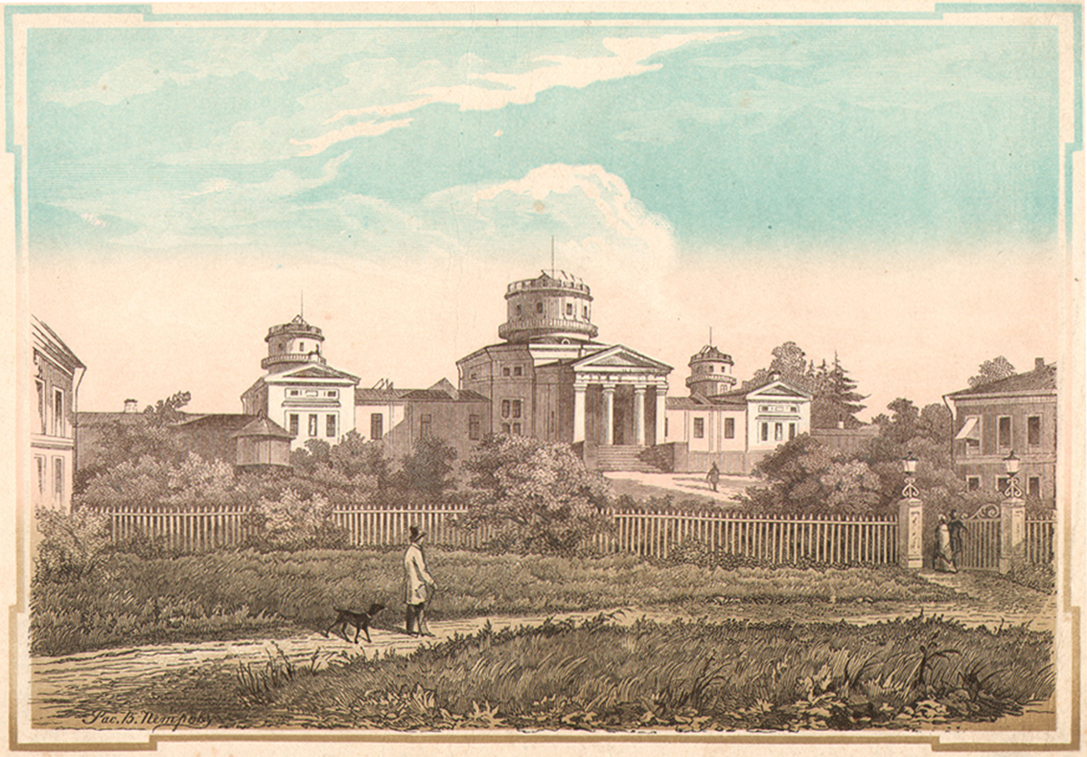
Observatório Pulkovo em 1855. Ev. Bernardsky (1819–1889); Coronel xilogravura

O observatório foi inaugurado em 1839. Originalmente, foi uma ideia do astrônomo alemão / russo Friedrich Georg Wilhelm von Struve, que se tornaria seu primeiro diretor (em 1861, seu filho Otto Wilhelm von Struve o sucedeu). O arquiteto foi Alexander Bryullov. O observatório foi equipado com dispositivos de última geração, sendo um deles o refrator de abertura de 15 polegadas (380 mm), um dos maiores refratores do mundo naquela época (ver Grande Refrator) Em 1885, o observatório foi equipado com refrator de 30 polegadas (760 mm), que era o maior refrator utilizável do mundo, até o telescópio de 36 polegadas (910 mm) no Observatório Lick, na Califórnia, alguns anos depois. Ambos foram construídos pela Alvan Clark & Sons em Massachusetts. A principal linha de trabalho do observatório consistia na determinação de coordenadas de estrelas e constantes astronômicas, como precessão, nutação, aberração e refração, além de descobrir e medir estrelas duplas. As atividades do observatório também estiveram ligadas ao estudo geográfico do território da Rússia e ao desenvolvimento da navegação. Os catálogos de estrelas, contendo as posições mais precisas de 374 e 558 estrelas, foram feitos para os anos de 1845, 1865, 1885, 1905 e 1930.

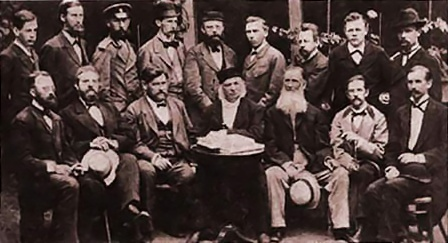
Equipe do Observatório Pulkovo (1883-1886)

No 50º aniversário do Observatório, eles construíram um laboratório astrofísico com uma oficina mecânica e instalaram o maior refrator da Europa, (30 polegadas). A pesquisa astrofísica realmente ganhou impulso com a nomeação de Feodor Bredikhin como diretor do Observatório em 1890 e a transferência de Aristarkh Belopolsky do Observatório de Moscou, um especialista em espectroscopia estelar e pesquisa solar. Em 1923, eles instalaram um grande espectrógrafo Littrow e, em 1940, um telescópio solar horizontal, fabricado em uma fábrica de Leningrado. Depois de ter recebido um astrógrafo em 1894, o observatório iniciou seus trabalhos de astrofotografia. Em 1927, o Observatório recebeu um astrógrafo de zona e com sua ajuda os astrônomos russos catalogaram as estrelas das áreas quase polares do céu. A observação regular dos movimentos dos pólos celestes começou com a construção do telescópio zenital em 1904. Em 1920, o Observatório começou a transmitir a hora exata por sinais de rádio. O observatório participou no trabalho geodésico básico, nomeadamente na medição dos graus do arco do meridiano do Danúbio ao Oceano Ártico (até 1851), e na triangulação de Spitsbergen em 1899–1901. Geodesistas militares e hidrógrafos costumavam trabalhar no Observatório como estagiários. O Meridiano de Pulkovo, que passa pelo centro do edifício principal do Observatório e está localizado a 30 ° 19,6 'a leste de Greenwich, foi o ponto de partida para todos os antigos mapas geográficos da Rússia.
Para observar as estrelas do sul que não podiam ser vistas na latitude do observatório, os cientistas organizaram dois locais de observação afiliados. Uma delas era uma estação astrofísica na cidade de Simeiz, na Crimeia ( Observatório de Simeiz ), que fora organizada com base em um observatório privado apresentado ao Observatório de Pulkovo por um amante da astronomia NS Maltsev em 1908. A outra era uma estação astrométrica em Nikolaev - um antigo observatório do Departamento da Marinha, (hoje Observatório Astronômico Nikolaev).

## História posterior
Durante o cerco de Leningrado (1941-1944), o Observatório se tornou alvo de ferozes alemães ataques aéreos e de artilharia bombardeio. Todos os edifícios foram completamente destruídos. Em circunstâncias dramáticas, os principais instrumentos foram salvos e armazenados com segurança em Leningrado, incluindo a lente do refrator de 30 polegadas destruído e uma parte significativa da biblioteca única com manuscritos e obras importantes do século 15 ao 19. Em 5 de fevereiro de 1997, quase 1 500 dos 3 852 livros foram destruídos por incêndio criminoso e o restante dos itens da biblioteca foram danificados por chamas, fumaça ou água.

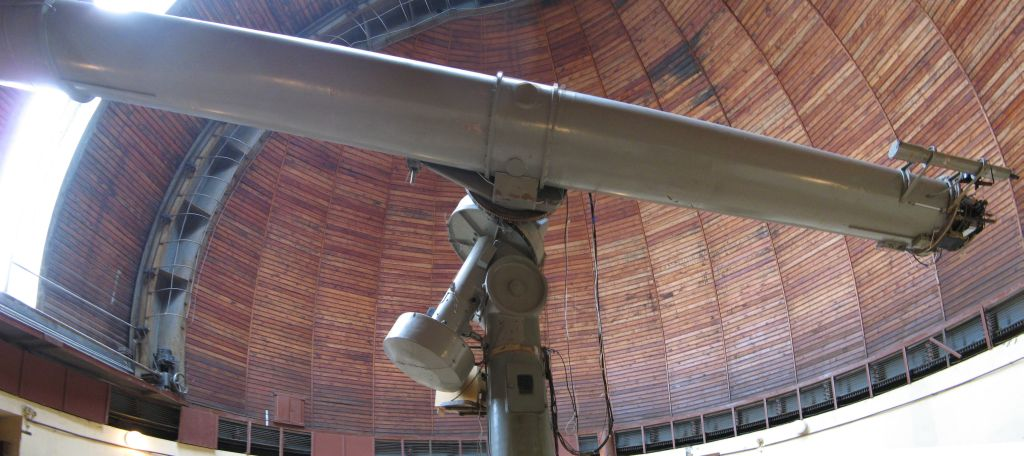
O refrator acromático Zeiss de 65 cm (25,59 polegadas) do observatório Pulkovo

Mesmo antes do fim da guerra, o governo soviético decidiu restaurar o Observatório. Em 1946, iniciou a construção após a desobstrução do território. Em maio de 1954, o Observatório foi reaberto, não só tendo sido restaurado, mas consideravelmente ampliado em termos de instrumentos, funcionários e sujeitos de pesquisa. Novos departamentos foram criados, como o Departamento de Radioastronomia e o Departamento de Fabricação de Instrumentos (com oficina ótica e mecânica própria). Os instrumentos antigos que sobreviveram foram reparados, modernizados e colocados em serviço novamente. Também foram instalados novos instrumentos, como o refrator de 26 polegadas (660 mm), um dispositivo meridiano horizontal, um telescópio polar fotográfico, um grande telescópio zenital, interferômetro estelar, dois telescópios solares, coronógrafo, um grande radiotelescópio e uma variedade de materiais de laboratório. O refrator Zeiss de 65 cm foi originalmente concebido como um presente do então chanceler da Alemanha, Adolf Hitler, para o italiano Benito Mussolini, mas não foi entregue e foi recuperado pela União Soviética.
A estação Simeiz tornou-se parte do novo Observatório Astrofísico da Crimeia da Academia Soviética de Ciências em 1945. Eles também construíram a Estação Astronômica da Montanha Kislovodsk e um laboratório em Blagoveshchensk. O observatório organizou muitas expedições para determinar diferenças de longitudes, observar passagens de Vênus e eclipses solares e estudar o astroclima. Em 1962, o Observatório enviou uma expedição ao Chile para observar as estrelas nos céus do sul.

## Galeria

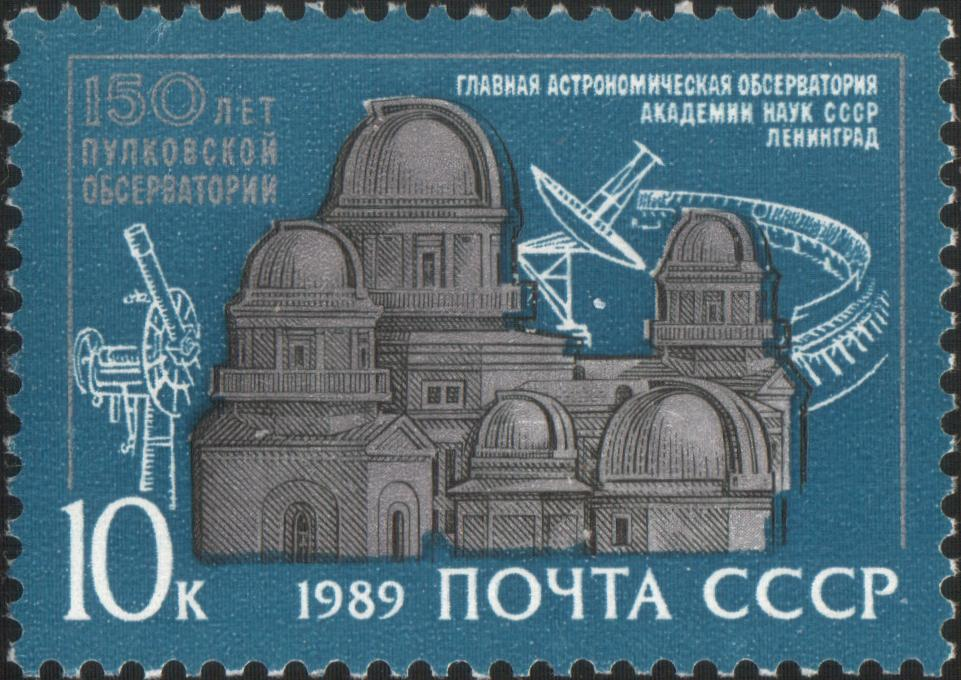
Selo postal soviético por ocasião do 150º aniversário do observatório
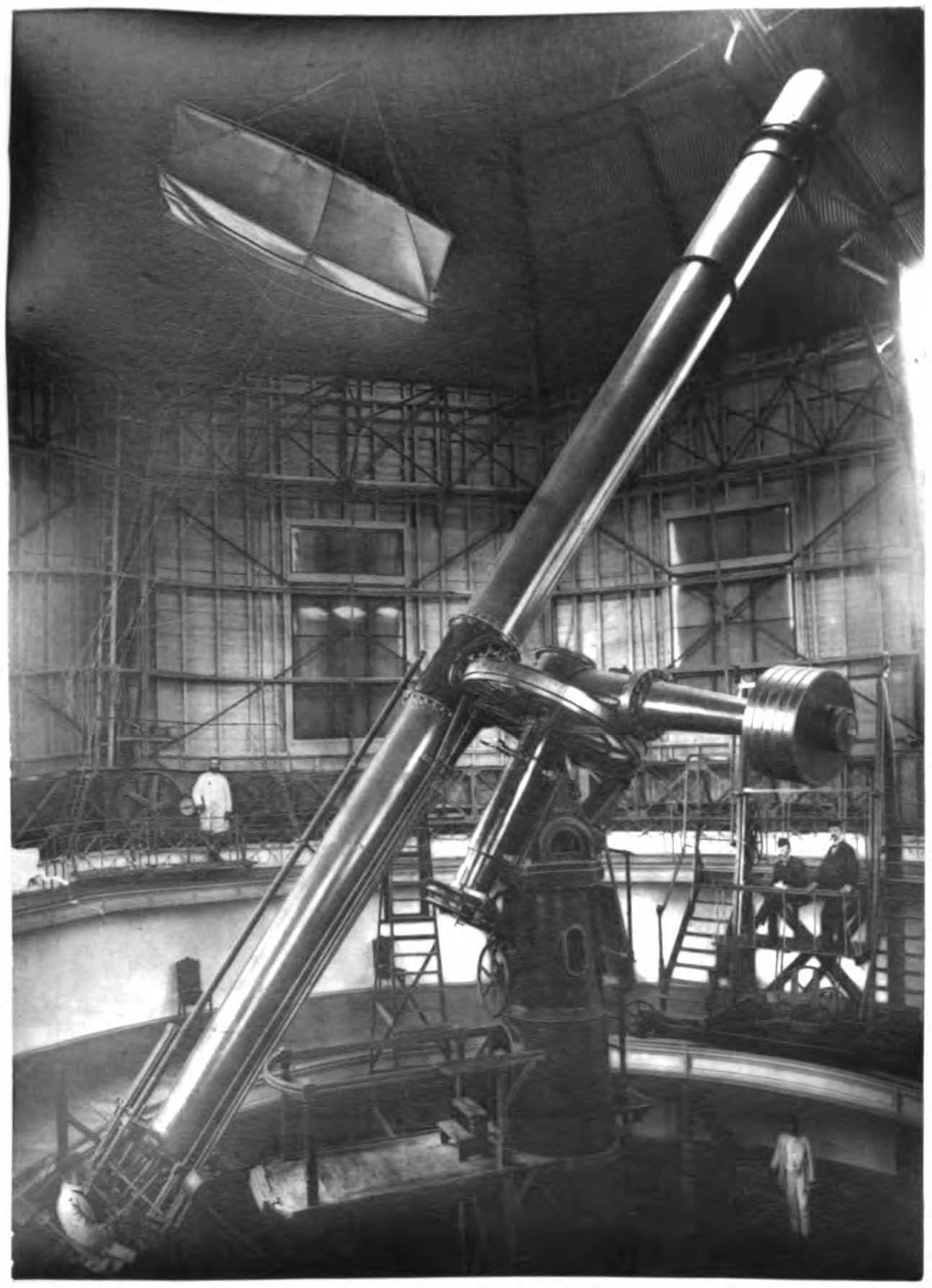
O refrator de 30 polegadas (76 cm), instalado em 1885, era um dos maiores telescópios do mundo naquela época